# Чеховский книжный фестиваль
Чеховский книжный фестиваль — ежегодный литературный праздник (фестиваль), посвящённый А. П. Чехову, проводящийся в мае месяце.

## История
Фестиваль проходит ежегодно с 2007 года во второй декаде мая в течение трёх дней при поддержке Федерального агентства по печати и массовым коммуникациям, Министерства культуры Ростовской области (2007—2009 годы) и Администрации города Таганрога. Главные организаторы фестиваля — Фонд «Пушкинская библиотека» (Москва) и Управление культуры Таганрога. Партнерами фестиваля являются различные культурные и образовательные организации Таганрога и Ростовской области. Ежегодно в рамках фестиваля проходит книжная выставка новинок отечественных изданий. По закрытии форума книги передаются в дар городу, что стало хорошей традицией. Одно из главных событий фестиваля — церемония награждения лауреатов Всероссийской книжной премии «Чеховский дар».
В 2011 году лауреатом премии «Чеховский дар» в номинации «Необыкновенный рассказчик» стал владимирский писатель Анатолий Гаврилов. В номинации «Благотворитель» награждён меценат из Кирова Валерий Крепостнов, получивший премию за работу по воссозданию кабинета Герцена в центральной городской библиотеке.
В 2013 году фестиваль проходил в седьмой раз, его главным организатором стал фонд «Пушкинская библиотека», а информационным спонсором выступила «Российская газета».
В 2015 году на 40 площадках X Международного Чеховского книжного фестиваля прошло около 50 мероприятий, новыми партнерами фестиваля стали 15 организаций, компаний, фирм.
Специальным гостем фестиваля в 2016 году была вдова Александра Солженицына — Наталья Солженицына. Осенью этого же года в Севастополе были подведены итоги регионального конкурса Национальной премии в области событийного туризма, где от Южного федерального округа были представлены 38 проектов из семи регионов. Чеховский книжный фестиваль занял второе место (после фестиваля «Шолоховская весна») в номинации «Лучшее туристическое событие в области культуры».
За 10 лет проведения данного фестиваля Таганрог получил в подарок около 20 тыс. книг, 12,5 тыс. из которых хранятся в Центральной городской публичной библиотеке им. А. П. Чехова.